# Unterschöntal
Unterschöntal (früher auch Unter-Schönthal) ist ein Weiler und ein Ortsteil der Großen Kreisstadt Backnang im baden-württembergischen Rems-Murr-Kreis.

## Geographische Lage
Der Weiler liegt etwa 3 Kilometer westlich des Backnanger Stadtzentrums im Tal des Klöpferbachs. Unterschöntal ist mit dem Weiler Mittelschöntal baulich zusammengewachsen und besteht teilweise aus noch gut erhaltenen Bauernhäusern. Die Orte teilen sich eine Feuerwache, eine kleine Kirche und einen Friedhof. Unterschöntal hat fünf Straßen, die seit 1976 alle die Namen von Städten des Schwarzwalds tragen: Es gibt die Calwer, Freudenstädter, Loßburger, Triberger und die Wildbader Straße. 
Umliegende Ortschaften sind die Talmühle und der Schöntaler Hof (beide zur Gemeinde Aspach gehörig) im Norden, der Rötleshof im Nordosten, die Kernstadt Backnang im Osten, Oberschöntal und Neuschöntal im Südosten, Burgstetten im Südwesten und Kirchberg an der Murr, dessen Gemarkung im Westen an die Unterschöntals angrenzt.
Südöstlich des Orts kommen mehrere Erdfälle vor.

## Geschichte
Erstmals urkundlich erwähnt wurde der Ort Oberschöntal indirekt als Scontal in einer päpstlichen Urkunde aus dem Jahre 1247. Mit dieser Urkunde stellte Papst Innozenz IV. das Damenstift St. Johannes des Täufers in Oberstenfeld unter seinen Schutz und bestätigte den Besitz der Chorfrauen in zahlreichen Orten.1495 erscheint erstmals ein Ort Vnderschöntal in den Urkunden. Das Augustiner-Chorherrenstift Backnang hatte ebenfalls Besitztümer Unterschöntal. Im Jahre 1516 verkaufte das Stift dem Amtmann Trautwein Vaihinger aus Bottwar einen Hof in Unterschöntal für 3 Pfund 7 Schillinge und 8 Heller. 
In einem württembergischen Landbuch von aus der ersten Hälfte des 18. Jahrhunderts wird Unterschöntal als Weyler bezeichnet. Es gab zu jener Zeit nur eine Hauptstraße durch den Ort mit 12 Wohnhäusern und 10 Scheunen, einigen Viehställen, Backhäuschen, einem gefassten Quellbrunnen und einer alten Capell.
Unterschöntal war nicht eng mit Backnang verbunden. Personen aus dem Weiler mussten sich in Backnang um das Bürgerrecht bewerben, wenn sie dauerhaft in die Stadt umziehen wollten. Erst ab 1809 wurden die Verbindungen mit Backnang enger geknüpft. Am 15. Juli 1824 wurde Unterschöntal nach Backnang eingemeindet. Viele Unterschöntaler waren allerdings mit der Eingemeindung nicht glücklich geworden und favorisierten immer wieder die Gründung einer eigenen Gemeinde und einen Zusammenschluss mit Mittelschöntal. 1827 beschäftigte sich der Backnanger Stadtrat mit einem entsprechenden Anträgen aus Mittel- und Unterschöntal. Nach der Beratung stellte der Stadtrat fest, dass sich Unter- und Mittelschöntal aus finanziellen Gründen keine eigene Gemeindeverwaltung leisten könne. Das Oberamt lehnte die Unabhängigkeitsbestrebungen ebenfalls ab. Allerdings kam das Thema immer wieder auf die Tagesordnung, und noch 1924 wurde über einen Zusammenschluss von Unter- und Mittelschöntal ergebnislos verhandelt.

### Einwohnerentwicklung
- 1810: 94 Einwohner[2]
- 1828: 112[3]
- 1871: 115[4]

## Politik

### Schultheißen
Die Schultheißen, die man umgangssprachlich auch Bauraschultes (Bauernschultes) nannte, entstammten zumeist wohlhabenden und angesehenen Bauernfamilien. Erst 1930 wurde in Württemberg die Amtsbezeichnung Schultheiß offiziell durch die Bezeichnung Bürgermeister ersetzt.
Liste der Schultheißen (unvollständig, Amtszeiten teilweise unklar):
- 1810: Johann Jakob Kienzle (auch Heiligenpfleger in Personalunion)

## Kirche
Im Mittelalter hatte Unterschöntal eine eigene Kapelle, welche den Bildersturm und den Dreißigjährigen Krieg überstanden hatte und noch Ende des 17. Jahrhunderts vorhanden war. Auf einer Ansicht aus den Forstlagerbuch von Andreas Kieser (um 1686) ist diese Kapelle zu sehen. Es handelte sich um ein Gebäude mit einem kurzen Kirchenschiff und einem aufgesetzten Glockenturm. Nach dem Heimatforscher Helmut Bomm stand die Kapelle wahrscheinlich in der heutigen Loßburger Straße.

## Schule
Der Weiler hatte im 19. Jahrhundert auch eine eigene Schule, an der ein Schulmeister unterrichtete.

## Bilder von Unterschöntal

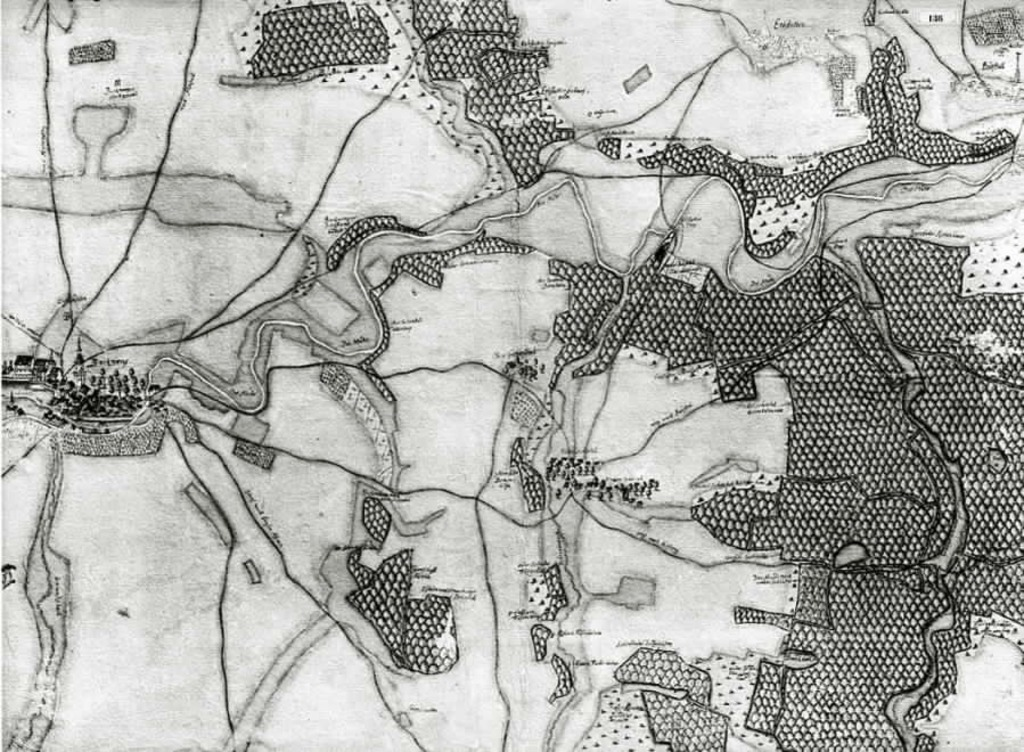
Unterschöntal auf der Kieserschen Forstlagerkarte
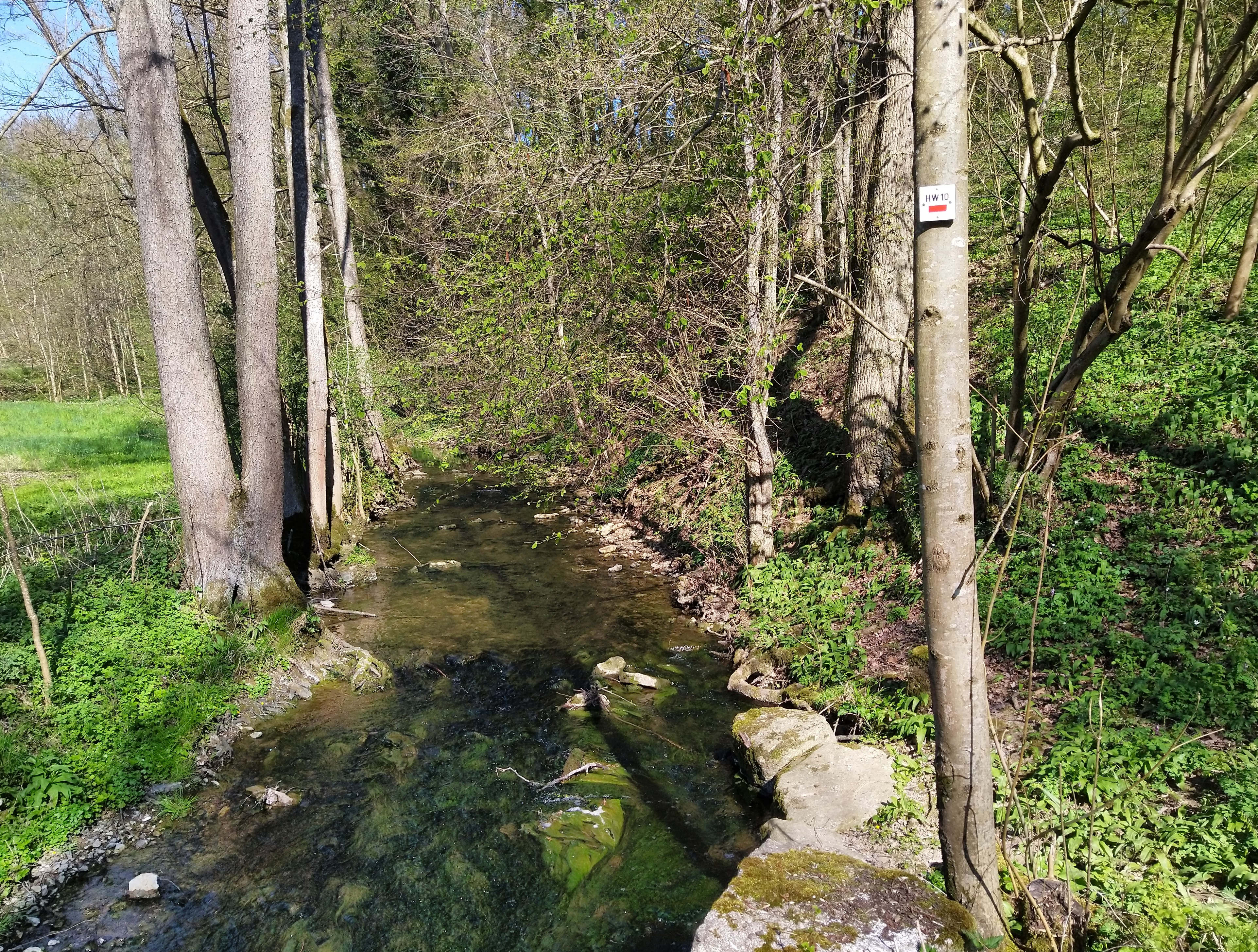
Der Klöpferbach bei Unterschöntal
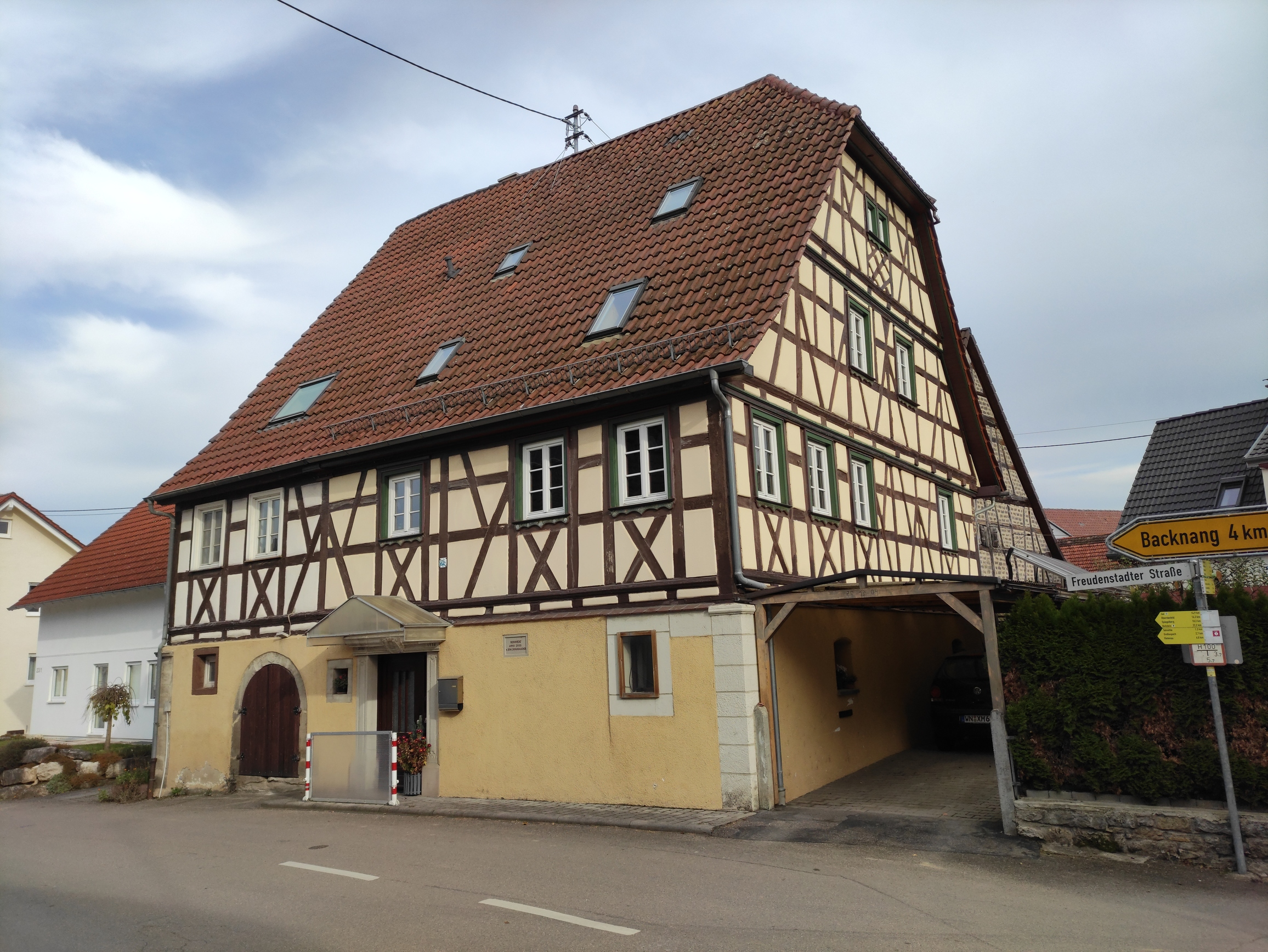
Historisches Fachwerkhaus aus dem 18. Jahrhundert (Freudenstädter Straße 25)

## Vereinsleben
- BürgerInnen für Schöntal e.V.